# مهدي أباد (شهرضا)
مهدي أباد هي قرية في مقاطعة شهرضا، إيران. في تعداد عام 2006، لوحظ وجودها، ولكن لم يتم الإبلاغ عن سكانها.